# Boscarla de l'illa de Henderson
La boscarla de l'illa de Henderson (Acrocephalus taiti) és una espècie d'ocell de la família dels acrocefàlids (Acrocephalidae) que habita en zones arbustives i canyars de l'illa Henderson, a les Pitcairn.